# Guardia estatal de Tamaulipas
La Guardia Estatal de Tamaulipas es una institución policial encargada de preservar el orden y seguridad de los habitantes del estado de Tamaulipas, en México. Es un órgano centralizado de la Secretaría de Seguridad Pública de Tamaulipas que tiene su sede en el complejo de Seguridad Pública de Tamaulipas.

## Historia
Tuvo su antecedente en la PET o Policía Especial de Tamaulipas, La Policía Estatal Preventiva y La fuerza Rural, tras la reorganización de la secretaría de seguridad pública Estatal, las Policías municipales fueron disueltas y sus elementos sometidos a proceso de evaluación con exámenes de control y confianza, los cuales pasarían a formar la nueva Policía Estatal con mando Único, fundándose oficialmente el 1 de abril de 2013, mediante el operativo Seguridad Tamaulipas, el cual estaba conformado por policías Estatales acreditados y elementos de la Policía Militar

## Fuerza Tamaulipas
En diciembre de 2014, se crea Fuerza Tamaulipas, bajo el modelo de Fuerza Civil que habían empezado a manejar otros estados y la cual pasaría a reemplazar a la Policía Estatal Acreditable.
Esta nueva corporación se hizo notar rápidamente por su forma violenta de actuar en contra de la delincuencia organizada, por lo que ayudó mucho a mejorar la imagen de corporación corrupta que tuvieron sus antecesoras
En 2016 se lleva a cabo una renovación de la Imagen de la Policía Estatal por lo que oficialmente la corporación deja de llamarse Fuerza Tamaulipas y procede a llamarse simplemente Policía Estatal de Tamaulipas la cual es constituida por la Policía Auxiliar, La Policía de Reacción, la Policía Especial y Policías Custodios

## Grupo de Operaciones Especiales
Con la renovación de la Policía Estatal se creó la Policía de Fuerzas especiales que posteriormente paso a llamarse Policía Especial o PoEs, cuyo objetivo es la realización de operativos de alto impacto como lo son el antiterrorismo, antisecuestro y combate urbano.
Esta unidad destacó por sus constantes golpes a al delincuencia organizada en especial una serie de operativos en contra del CDN y el CDG logrando incluso disminuir la presencia de la llamada Tropa Del Infierno en Nuevo Laredo así mismo fue señalado en varias ocasiones de cometer ejecuciones extrajudiciales y desapariciones forzadas.
El 7 de agosto, se conforma un nuevo Cuerpo especial dependiendo de la Secretaría, conformado por agentes del Centro de Estudios Análisis e Inteligencia (CAIET) y miembros de la Policía Especial, esta nueva división recibe el Nombre de Grupo De Operaciones Especiales (GOPES)

## Equipo

### Armamento
- M4
- Sig Sauer 316
- FN-Fal
- FN-Cal
- M1 Browning
- Barret Cal 50
- Galil
- Beretta 92
- Beretta ARX160

### Vehículos para patrullaje
- Chevrolet Silverado
- Dodge Charger (LX)
- Ford Explorer

### Vehículos Blindados
- Sandcat[5]
- Black Mamba[6]

### Aeronaves
- Cessna 560 Citation Encore.[7]

## Prisiones
- La Secretaría gestiona ocho prisiones. Cada prisión tiene el nombre "Centro de Rehabilitación Social" (CERESO).[8]

Las prisiones son:
- CERESO Altamira[9]
- CERESO Mante[10]
- CERESO Matamoros II[9]
- CERESO Miguel Alemán[10]
- CERESO Nuevo Laredo II[9]
- CERESO Reynosa[9]
- CERESO Tula[10]
- CERESO Victoria[9]